# Manuel Guinard
Manuel Guinard (* 15. listopadu 1995 Saint-Malo) je francouzský profesionální tenista. Ve své dosavadní kariéře na okruhu ATP Tour vyhrál jeden deblový turnaj, když ovládl Monte-Carlo Masters 2025. Na challengerech ATP a okruhu ITF získal jedenáct titulů ve dvouhře a dvacet dva ve čtyřhře.
Na žebříčku ATP byl ve dvouhře nejvýše klasifikován v říjnu 2022 na 134. místě a ve čtyřhře v dubnu 2025 na 36. místě. Trénuje ho Sébastien Villette.

## Tenisová kariéra
Do hlavní grandslamové soutěže poprvé zasáhl po boku krajana Arthura Rinderkneche ve čtyřhře French Open 2019, do níž obdrželi divokou kartu. Časnou dvousetovou porážku jim přivodili pozdější němečtí vítězové Kevin Krawietz s Andreasem Miesem. Zároveň tak odehrál první zápas v hlavní soutěži ATP Tour. O rok později, na French Open 2020, postoupil s Rinderknechem do druhého kola, v němž nenašli recept na třinácté nasazené Jamieho Murrayho s Nealem Skupskim. Britové o postupu rozhodli až ziskem tiebreaku v závěrečné třetí sadě.

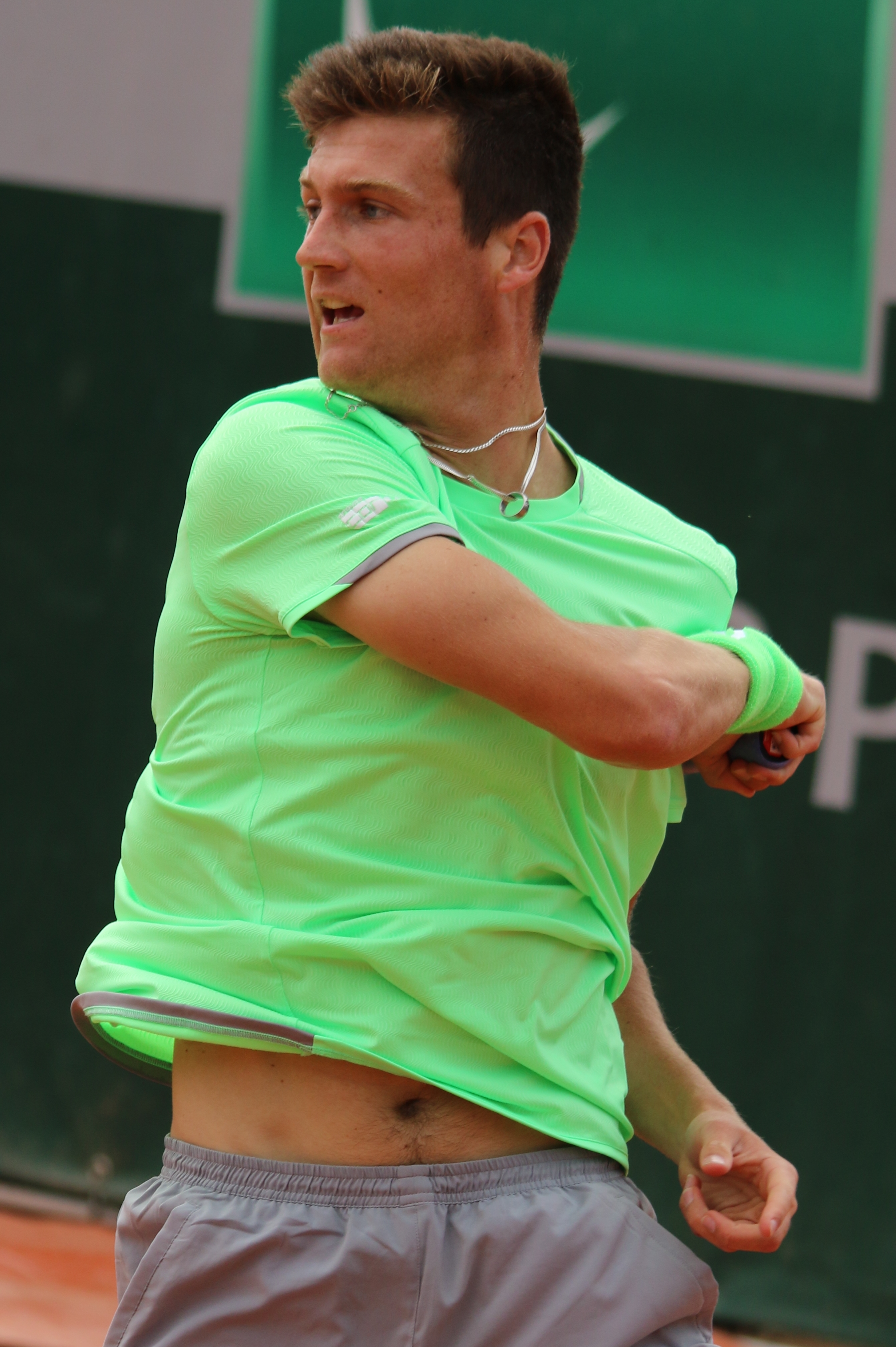
Na French Open 2019 prožil grandslamový debut

V hlavní soutěži túry ATP mimo grandslam debutoval čtyřhrou Qatar ExxonMobil Open 2022. S Rinderknechem však nezvládli vstup do turnaje, když prohráli supertiebreak s pozdějšími šampiony a třetími nasazenými, Wesleym Koolhofem a Nealem Skupskim. První semifinále i finále ATP odehrál v červencovém deblu Nordea Open 2024, probíhajícím na båstadské antuce. V souboji o titul s krajanem Grégoirem Jacqem podlehli třetím nasazeným Brazilcům, Orlandu Luzovi a Rafaelu Matosovi. O týden později prošli na umagském Croatia Open 2024 opět do finále. Závěrečný duel znovu ztratili, tentokrát s turnajovými čtyřkami Argentincem Guidem Andreozzim a Mexičanem Miguelem Ángelem Reyesem-Varelou.
Premiérovou trofej na okruhu ATP Tour vybojoval ve 29 letech s naturalizovaným Monačanem Romainem Arneodem na Monte-Carlo Rolex Masters 2025, s nímž v této úrovni tenisu odehrál teprve druhou čtyřhru. V závěrečném klání části série Masters zdolali sedmé nasazené Brity Juliana Cashe s Lloydem Glasspoolem až díky zisku závěrečného supertiebreaku. Již ve zkrácené hře druhé sady přitom odvrátili dva mečboly. Po skončení se poprvé posunul do elitní čtyřicítky deblového žebříčku, když mu 14. dubna 2025 patřila 36. příčka.
V rámci singlové kariéry nastoupil do první grandslamové kvalifikace na French Open 2019. V závěrečném kvalifikačním kole nestačil po třísetovém průběhu na Belgičana Kimmera Coppejanse. Ve dvouhře túry ATP se poprvé představil na antukovém Barcelona Open Banc Sabadell 2022, přestože v závěru kvalifikace podlehl španělskému antukáři Zapatu Mirallesovi. Účastnické místo přesto získal jako šťastný poražený po odhlášení Davidoviche Fokiny. V prvním barcelonském kole jej vyřadil bolivijský kvalifikant Hugo Dellien z deváté světové desítky. Singlovou soutěž majoru poprvé odehrál na French Open 2022, kam mu organizátoři jako 145. hráči žebříčku udělili divokou kartu. Časnou stopku mu v soutěži vystavila britská světová jedenáctka Cameron Norrie. Do čtvrtfinále poprvé postoupil z pozice kvalifikanta na Lyon Open 2022, kde jej zastavil čtyřicátý tenista žebříčku Holger Rune.

## Finále na okruhu ATP Tour

### Čtyřhra: 3 (1–2)
| Legenda                     |
| --------------------------- |
| Grand Slam (0)              |
| Turnaj mistrů (0)           |
| ATP Tour Masters 1000 (1–0) |
| ATP Tour 500 (0)            |
| ATP Tour 250 (0–2)          |

| Stav      | č. | datum         | turnaj              | kategorie    | povrch | spoluhráč      | soupeři ve finále                         | výsledek               |
| --------- | -- | ------------- | ------------------- | ------------ | ------ | -------------- | ----------------------------------------- | ---------------------- |
| Finalista | 1. | červenec 2024 | Båstad, Švédsko     | ATP 250      | antuka | Grégoire Jacq  | Orlando Luz Rafael Matos                  | 5–7, 4–6               |
| Finalista | 2. | červenec 2024 | Umag, Chorvatsko    | ATP 250      | antuka | Grégoire Jacq  | Guido Andreozzi Miguel Ángel Reyes-Varela | 4–6, 2–6               |
| Vítěz     | 1. | duben 2025    | Monte-Carlo, Monako | Masters 1000 | antuka | Romain Arneodo | Julian Cash Lloyd Glasspool               | 1–6, 7–6(10–8), [10–8] |

## Tituly na challengerech ATP a okruhu ITF
| Legenda                  |
| ------------------------ |
| D – dvouhra; Č – čtyřhra |
| Challengery (2 D; 15 Č)  |
| ITF (9 D; 7 Č)           |

### Dvouhra (11 titulů)
| Č.  | datum         | turnaj                       | okruh             | povrch    | poražený finalista | výsledek           |
| --- | ------------- | ---------------------------- | ----------------- | --------- | ------------------ | ------------------ |
| 1.  | květen 2018   | Doboj, Bosna a Hercegovina   | Futures           | antuka    | Nerman Fatić       | 6–3, 6–4           |
| 2.  | září 2018     | Rotterdam, Nizozemsko        | Futures           | antuka    | Nik Razboršek      | 6–4, 7–6(7–3)      |
| 3.  | prosinec 2018 | Monastir, Tunisko            | Futures           | tvrdý     | Aziz Dougaz        | 7–5, 6–4           |
| 4.  | červen 2019   | Pardubice, Česko             | World Tennis Tour | antuka    | Lukáš Klein        | 6–4, 5–7, 7–6(8–6) |
| 5.  | listopad 2019 | Praha, Česko                 | World Tennis Tour | tvrdý (h) | Michael Vrbenský   | 7–6(7–3), 6–3      |
| 6.  | prosinec 2019 | Káhira, Egypt                | World Tennis Tour | antuka    | Laurynas Grigelis  | 6–3, 6–2           |
| 7.  | srpen 2020    | Vogau, Rakousko              | World Tennis Tour | antuka    | Dimitar Kuzmanov   | 6–3, 6–3           |
| 8.  | duben 2021    | Angers, Francie              | World Tennis Tour | antuka    | Lucas Catarina     | 7–5, 6–4           |
| 9.  | květen 2021   | Praha, Česko                 | World Tennis Tour | antuka    | Jack Draper        | 6–4, 6–3           |
| 10. | březen 2022   | Roseto degli Abruzzi, Itálie | Challenger        | antuka    | Ceng Čchun-sin     | 6–1, 6–2           |
| 11. | červenec 2023 | Troyes, Francie              | Challenger        | antuka    | Calvin Hemery      | 6–3, 6–3           |

### Čtyřhra (22 titulů)
| Č.  | datum         | turnaj                       | okruh             | povrch | spoluhráč          | poražení finalisté                          | výsledek               |
| --- | ------------- | ---------------------------- | ----------------- | ------ | ------------------ | ------------------------------------------- | ---------------------- |
| 1.  | prosinec 2017 | Hammámet, Tunisko            | Futures           | antuka | Clément Tabur      | Samuel Bensoussan François-Arthur Vibert    | 6–7(6–8), 6–2, [13–11] |
| 2.  | červenec 2018 | Wetzlar, Německo             | Futures           | antuka | François Musitelli | Marco Neubau Kai Wehnelt                    | 6–1, 6–3               |
| 3.  | leden 2019    | Tucson, Spojené státy        | World Tennis Tour | tvrdý  | Aziz Dougaz        | Lloyd Glasspool Evan Hoyt                   | 6–4, 5–7, [10–3]       |
| 4.  | květen 2019   | Tabarka, Tunisko             | World Tennis Tour | antuka | Mariano Kestelboim | Anis Ghorbel Aziz Dougaz                    | 6–4, 6–1               |
| 5.  | prosinec 2019 | Káhira, Egypt                | World Tennis Tour | antuka | Laurynas Grigelis  | Facundo Juarez Octavio Volpi                | 7–6(9–7), 6–3          |
| 6.  | únor 2020     | Drummondville, Kanada        | Challenger        | tvrdý  | Arthur Rinderknech | Roberto Cid Subervi Gonçalo Oliveira        | 7–6(7–4), 7–6(7–3)     |
| 7.  | srpen 2020    | Vogau, Rakousko              | World Tennis Tour | antuka | Johannes Härteis   | Gijs Brouwer Jelle Sels                     | 6–4, 4–6, 11–9         |
| 8.  | březen 2021   | Las Palmas, Španělsko        | Challenger        | antuka | Enzo Couacaud      | Javier Barranco Cosano Eduard Esteve Lobato | 6-1, 6-4               |
| 9.  | duben 2021    | Angers, Francie              | World Tennis Tour | antuka | Corentin Denolly   | Arthur Cazaux Titouan Droguet               | bez boje               |
| 10. | červenec 2021 | Amersfoort, Nizozemsko       | Challenger        | antuka | Luca Castelnuovo   | Sergio Galdós Gonçalo Oliveira              | 0–6, 6–4, [11–9]       |
| 11. | leden 2022    | Traralgon, Austrálie         | Challenger        | tvrdý  | Zdeněk Kolář       | Marc-Andrea Hüsler Dominic Stricker         | 6-3, 6-4               |
| 12. | březen 2022   | Roseto degli Abruzzi, Itálie | Challenger        | antuka | Franco Agamenone   | Ivan Sabanov Matej Sabanov                  | 7–6(7–2), 7–6(7–3)     |
| 13. | březen 2023   | Zadar, Chorvatsko            | Challenger        | antuka | Nino Serdarušić    | Ivan Sabanov Matej Sabanov                  | 6–4, 6–0               |
| 14. | červen 2023   | Lyon, Francie                | Challenger        | antuka | Grégoire Jacq      | Constantin Frantzen Hendrik Jebens          | 6–4, 2–6, [10–7]       |
| 15. | červenec 2023 | Troyes, Francie              | Challenger        | antuka | Grégoire Jacq      | Álvaro López San Martín Daniel Rincón       | bez boje               |
| 16. | červenec 2023 | Amersfoort, Nizozemsko       | Challenger        | antuka | Grégoire Jacq      | Mats Hermans Sander Jong                    | 6–4, 6–4               |
| 17. | srpen 2023    | Meerbusch, Německo           | Challenger        | antuka | Grégoire Jacq      | Fernando Romboli Marcelo Zormann            | 7–5, 7–6               |
| 18. | leden 2024    | Nonthaburi, Thajsko          | Challenger        | tvrdý  | Grégoire Jacq      | Francis Casey Alcantara Sun Fa-ťing         | 6–4, 7–6(8–6)          |
| 19. | leden 2024    | Quimper, Francie             | Challenger        | tvrdý  | Arthur Rinderknech | Anirudh Čandrasekar Vidžaj Sundar Prašanth  | 7–6(7–4), 6–3          |
| 20. | březen 2024   | Zadar, Chorvatsko            | Challenger        | antuka | Grégoire Jacq      | Roman Jebavý Zdeněk Kolář                   | 6–4, 6–4               |
| 21. | červen 2024   | Lyon, Francie                | Challenger        | antuka | Grégoire Jacq      | Markos Kalovelonis Vladyslav Orlov          | 4–7, 6–3, [10–6]       |
| 22. | červenec 2024 | Salcburk, Rakousko           | Challenger        | antuka | Grégoire Jacq      | Petr Nouza Patrik Rikl                      | 2–6, 6–3, [14–12]      |